# Dalbergia hutibertii
Dalbergia hutibertii là một loài rau đậu thuộc họ Fabaceae.
Loài này chỉ có ở Madagascar.